# جون جي. هندرسون
جون جي. هندرسون (بالإنجليزية: John G. Henderson)‏ هو لاعب كرة قدم أمريكية أمريكي، ولد في 23 يوليو 1892 في أوكيلا في الولايات المتحدة، وتوفي في 1912.